# Jef Nys
Jozef (Jef) Nys (Berchem, 30 januari 1927 – Wilrijk, 20 oktober 2009) was een Vlaams stripauteur en bedenker van de stripreeks Jommeke. Hij werd op het Schoonselhof begraven.

## Jeugd en opleiding
Jef Nys groeide op in een katholiek en Vlaamsgezind milieu. Zijn vader was lid van de Vlaamse Oud-Strijders terwijl zijn grootvader nog voor het VNV in de gemeenteraad van Berchem had gezeteld. Eigenlijk wilde Jef Nys technisch tekenaar metaal worden. Maar een ingenieur die les gaf aan de technische school stuurde hem naar het kunstonderwijs. Op zijn zestiende ging hij les volgen aan de Koninklijke Academie voor Schone Kunsten van Antwerpen. De jonge Jef Nys bleek een natuurtalent. Als jonge tekenaar droomde hij ervan om ooit te mogen werken voor Walt Disney. In 1947 stuurde Nys een sollicitatie naar de Verenigde Staten. Disney Studios was onder de indruk, maar kon hem geen post aanbieden. Nys kreeg antwoord, waarin Disney hem aanmoedigde voor een carrière als tekenaar.

## Debuut als cartoonist
Toen het satirische en flamingante weekblad 't Pallieterke Jef Nys in 1946 als laureaat van een tekenprijskamp uitriep, bood hoofdredacteur Bruno De Winter hem een lucratief contract aan. Het was het begin van een succesvolle carrière als karikaturist, cartoonist en stripauteur. In deze periode maakte Nys meer dan tweeduizend politieke spotprenten over onder andere de repressie, de steenkolenslag, de koningskwestie en de schoolstrijd. Toen Bruno De Winter in mei 1955 onverwacht overleed, werd hij opgevolgd door zijn assistent Jan Nuyts. Nys kon zich evenwel niet vinden in de radicalere Vlaamse koers die 't Pallieterke onder leiding van de oud-VNV'er volgde en stapte in 1956 definitief over naar het weekblad Kerkelijk Leven.

## Nys als striptekenaar

### De voorloper van Jommeke
Van 1954 tot 1955 schreef Jef Nys voor Het Handelsblad het stripverhaal De lotgevallen van Amedeus en Seppeke, de voorloper van de stripverhalen van Jommeke. Verschillende figuren zijn er al in aanwezig en hebben enige gelijkenis:
- Seppeke > Jommeke
- Papegaai Bacchus > Papegaai Flip
- Mattias Corpusje > Professor Gobelijn
- Schurk Anatool blijft schurk Anatool
- De koningin van Onderland debuteert als Kasteelvrouw Zagoga Kwist.

Niet enkel de figuren maar ook de titels komen later terug, zij het onder aangepaste vorm.
- Jacht op een teddybeer > De jacht op een voetbal
- De diamanten mummie > De zonnemummie
- De zilveren schildpad > De schildpaddenschat

### Jommeke
Het stripfiguurtje Jommeke stelde hij op 30 oktober 1955 aan de wereld voor in Kerkelijk Leven (ons Parochieblad) als Het wekelijks avontuur van Jommeke.
Al vlug verschenen 'Jommekes Album nr. 1, nr. 2 en nr. 3' met korte gags over Jommeke.
Het eerste lange verhaal (later werd dit album nummer 1) verscheen vanaf november 1958 in de krant Het Volk en in 't Kapoentje. In die periode tekent Jef Nys ook nog enkele andere ernstige en realistische verhalen. In de loop der jaren is Jommeke ook in andere talen verschenen, onder ander Duits, Engels, Frans, Fins, Zweeds, Chinees, en Indonesisch.
Nys' rondreis in 1972 door Zuid-Amerika leverde inspiratie op voor drie albums: Het geheim van Macu Ancapa, De strijd om de Incaschat en De verborgen tempel.
Eind jaren zestig was er even een zijsprongetje naar de film. Jef Nys verfilmde zelf een van zijn verhalen: De schat van de zeerover, waarin vooral familieleden meespeelden.
Hij ging medio jaren zeventig ook samenwerken met Bobbejaan Schoepen, wat in 1978 resulteerde in de strip Jommeke in Bobbejaanland. Dat jaar werd er in het pretpark ook een Jommekesland gebouwd (tot 1982).

### Andere strips
Naast Jommeke heeft Jef Nys nog andere figuren gecreëerd. Tussen 1962 en 1967 liep gedurende 11 albums de kinderreeks Met Langteen en Schommelbuik voorwaarts naast de op dat moment aan populariteit winnende Jommeke-reeks. Vanaf september 2002 werd deze reeks heruitgegeven.
In de jaren zestig produceerde Nys verschillende biografische stripverhalen over figuren uit de Katholieke Kerk en de Vlaamse Beweging. Ze verschenen eerste als stripverhaal in de woensdagnamiddagbijlage 't Kapoentje voor de jeugd bij de kranten Het Volk, de Nieuwe Gids:
- Paus Pius X (Van volksjongen tot Paus)
- Paus Johannes XXIII[8]
- Bernadette Soubirous, heilige
- Godelieve van Gistel, heilige[9]
- De zalige priester Edward Poppe (Het schone avontuur van een bakkersjongen, 1960–1961)[10]
- De legendarische jezuïetenmissionarissen Pieter-Jan De Smet (De grote zwartrok) en Constant Lievens (De reus van Bengalen)
- Kanunnik Petrus Jozef Triest, stichter van de Broeders van Liefde (De grote weldoener), pater Theophiel Verbist, de stichter van de missiecongregatie van Scheut (De trek naar China) en Pater De Deken (De grote voortrekker)
- Daarnaast nog een stripverhaal over Berten Rodenbach (De Voorvechter van Vlaanderen), en een grotendeels fictief verhaal over de schilder Pieter Bruegel de Oude (De wonderbare jeugd van Pieter Bruegel).

## Opvolging

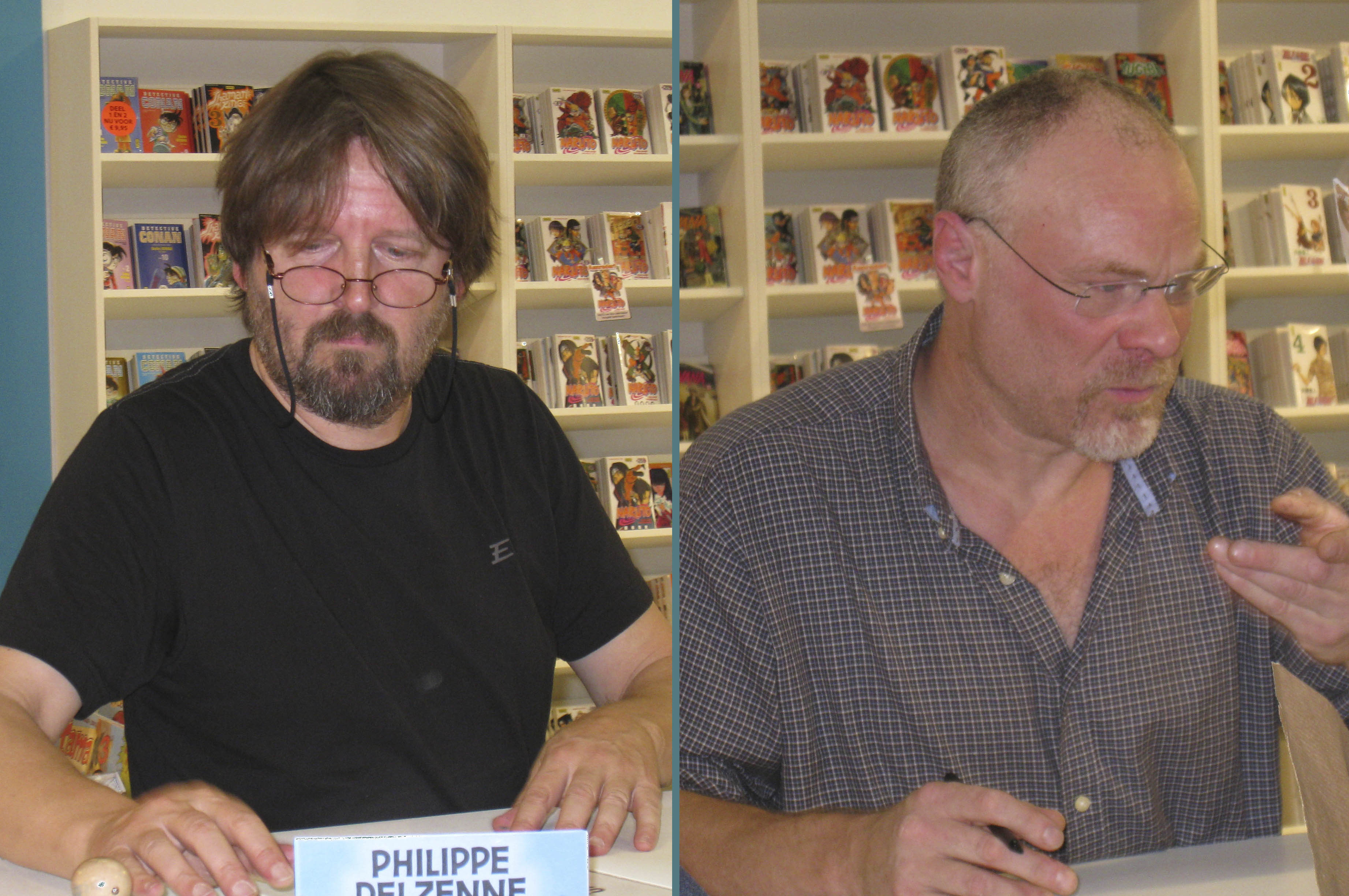
Philippe Delzenne en Gerd Van Loock in november 2010

Hulp voor Jef Nys bij de nieuwe Jommekesalbums kwam van Gerd Van Loock en Hugo de Sterk (tekenaars) en Jan Ruysbergh en eveneens Gerd Van Loock (schrijvers).
Jef Nys overleed op 20 oktober 2009 aan kanker; hij werd 82 jaar.
In oktober 2009 nam Philippe Delzenne, al sinds 1980 in dienst bij Nys, de taak over als hoofd van de Jef Nys-studio onder de strikte regels van geen geweld, geen wapens, geen seks, geen drugs en dergelijke meer.
Sarina Ahmad-Nys, kleindochter van Nys, tekende het in 2015 verschenen Jommekealbum, Het Nianmonster.
Sinds 2020 wordt het tekenteam versterkt door Dieter Steenhaut.

## Prijzen
Na iets meer dan 40 jaar en meer dan 45 miljoen verkochte albums, kwam in 1997 de grote erkenning van Jommeke, door hem te laten verschijnen op een postzegel (26 mei) en hem een standbeeld te geven te Middelkerke (onthuld op 31 juli). Bij het verschijnen van album 200 heeft de Nationale Munt, in 1998, een Jommekemedaille uitgegeven. Aan de ene zijde zijn Jommeke, Flip en Filiberke afgebeeld en op de keerzijde hun geestelijke vader.
Jef Nys ontving in 2004 uit handen van het Vlaamse Onafhankelijke Stripgilde de Stripvos, een prijs voor personen of instellingen die met hun activiteiten van grote betekenis zijn of zijn geweest voor de Vlaamse stripwereld.
In 2005 kreeg Nys van de jury voor de Bronzen Adhemar een Gouden Adhemar voor zijn gehele carrière.

## Stripmuren
In 1996 kwam er een stripmuur van Jommeke in Hasselt, echter door gebrek aan onderhoud werd deze in oktober 2012 verwijderd.
Sinds 2015 prijkt Jommeke op een stripmuur in de Lokvogelstraat in Laken, naar een origineel ontwerp van Jef Nys' kleindochter Sarina Ahmad.
In november 2017 werd op de hoek van de Heistraat en de Gaston Fabrélaan in Wilrijk een stripmuur over Jommeke ingehuldigd als eerbetoon aan Nys, die een groot deel van zijn leven in Wilrijk woonde en werkte. Het is met zijn 200 vierkante meter de grootste in Vlaanderen. Ook deze werd gemaakt naar een ontwerp van kleindochter Sarina Ahmad.
in 2019 creëerde het Antwerpse collectief MUURVAST een huizenhoge stripmuur "Kinderen baas" op het Frans Halsplein in Antwerpen.